# Michael Forgeron
Michael Forgeron, född den 24 januari 1966 i Main-à-Dieu i Kanada, är en kanadensisk roddare.
Han tog OS-guld i åtta med styrman i samband med de olympiska roddtävlingarna 1992 i Barcelona.